# Moby Dick
För andra betydelser, se Moby Dick (olika betydelser).
Moby Dick eller Valen (originaltitel: Moby-Dick; or, The Whale), även översatt till svenska som Moby Dick eller Den vita valen, är en roman av Herman Melville, som först publicerades i London den 18 oktober 1851. Den 14 november samma år publicerades den i Melvilles hemland USA. Den utkom på svenska första gången 1943.
Moby Dick anses vara en av de viktigaste romanerna inom amerikansk litteratur.

## Handling
Romanen handlar om kapten Ahab, som blivit besatt av att jaga en vit kaskelot kallad Moby Dick. Kaptenen saknar ett ben, som han fick avslitet tidigare i sitt liv av samma val. Ahab är kapten ombord på Pequod, ett valfångstfartyg från ön Nantucket.
En av huvudpersonerna är Ismael som man får följa i början av boken. Ismael träffar den infödde harpuneraren Queequeg som han blir mycket god vän med.

## Filmatiseringar
Det har gjorts ett flertal filmer om den legendariska valen Moby Dick, den första redan 1930. Filmatiseringen Moby Dick från 1956 med Gregory Peck i huvudrollen är den mest kända.
Nyinspelningar kom även 1978 och 1999, medan den senaste, gjord direkt för videomarknaden, kom 2010 och hade Barry Bostwick som Kapten Ahab.
2011 gjordes en tysk-österrikisk miniserie för teve i två delar med bland andra William Hurt, Ethan Hawke, Donald Sutherland, Gillian Anderson och Eddie Marsan.
2016 kom även filmen "In the heart of the sea" ut som handlar om hur en gröngöling får gå med på sin första valjakt och överlever den hemska resan. Han kommer till slut hem och har låtit det förtära honom tills flera år senare, i sina gamla dagar, blir kontaktad av en författare vid namn Herman Melville, som vill ha inspiration för sin kommande bok, nämligen "Moby Dick".

## Bakgrund
Mocha Dick var en känd kaskelothane som levde i Stilla havet i början av 1800-talet som ofta påträffades i vattnen nära Mocha Island utanför Chiles centrala kust. Mocha Dick var en albinoval och en av de främsta inspirationerna till romanen Moby Dick. 

## Kuriosa
- Rockgruppen Led Zeppelin skrev en låt med titeln "Moby Dick". Förutom titeln har låten dock inga uppenbara kopplingar till boken.
- Det progressiva metalbandet Mastodon släppte 2004 EP:n Leviathan, ett konceptalbum helt baserat på romanen. Detsamma gäller för funeral doom metal-bandet Ahab, som är ett konceptband helt inom ramarna för historien om Moby Dick.
- Romanen har också utgjort underlag för en brittisk musikal av Robert Longden och Hereward Kaye, se Moby Dick (musikal).
- RAF, Röda Armé-fraktionen, använde romanens personer som kodnamn. Andreas Baader var "Ahab", Holger Meins "Starbuck", Jan-Carl Raspe "Zimmermann" och Gudrun Ensslin "Smutje".
- Popbandet The Bear Quartet har döpt ett studioalbum till Moby Dick.[4]
- Artisten Richard Melville Hall har tagit sitt artistnamn Moby från romanen Moby Dick, vars författare Herman Melville var dennes förfader.
- Kalle Anka har en släkting, en misslyckad valfångare, som heter Moby Duck.[5]
- I mangan One Piece av Eiichiro Oda så har ett skepp döpts till Moby Dick, dock så föreställer det en vit Blåval istället för en Kaskelot.

### Översättning med emoji
År 2009 lanserade Fred Benenson projektet "Emoji Dick" med målet att översätta hela Moby Dick till emojier. Med hjälp av 800 personer och en Kickstarter-kampanj för att betala översättarna kunde han år 2010 ge ut boken i inbundet format. Tre år senare tog USA:s kongressbibliotek med Emoji Dick i sin samling, som den första emoji-romanen någonsin.